# 625
Cette page concerne l'année 625  du calendrier julien. Pour l'année 625 av. J.-C., voir 625 av. J.-C.
L'année 625 est une année commune qui commence un mardi.

## Événements
- 1er mars : l'empereur d'Orient Héraclius se retire vers l'ouest par le cours du Nymphios, Amida, Samosate et les portes de Cilicie avec le général perse Charbaraz à ses trousses[1]. Un combat indécis a lieu au passage du Sarus. L'armée byzantine se replie sur l'Halys où elle passe l'hiver[2].
- 23 mars : défaite des musulmans devant les Mecquois à Ouhoud[3].
- 21 juillet : Paulin est consacré archevêque d'York par Juste de Cantorbéry[4]. Le roi Edwin de Northumbrie, les rois du Kent, d’Est-Anglie et du Wessex épousent la cause papale contre celle des moines scots en créant l’archevêché d’York.
- Août : expulsion de Médine de la tribu juive des Banu Nadir après avoir rompu son traité conclu avec Muhammad, en complotant et tentant de jeter une énorme pierre sur lui[5]. Elle se réfugie dans l’oasis de Khaybar, à une centaine de kilomètres au nord.

- 27 octobre : début du pontificat d'Honorius Ier (fin en 638)[6].

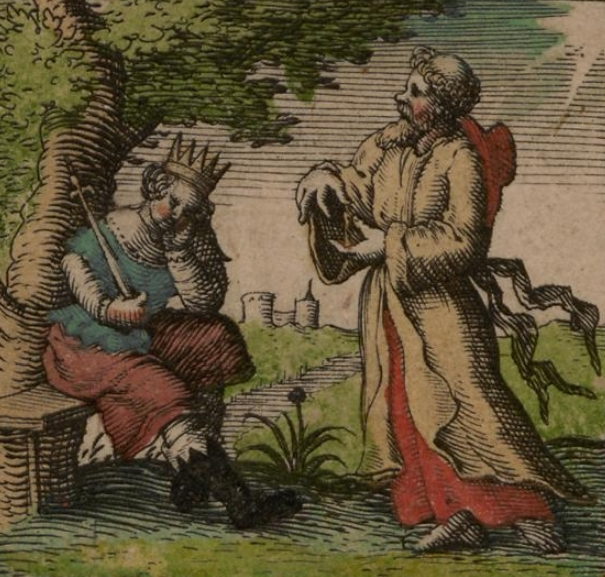
Le roi Edwin de Northumbrie, vu par John Speed en 1611 dans Saxon Heptarchy.

- Edwin de Northumbrie unit le Kent à la Northumbrie par son mariage avec Ethelburge, fille du roi Eadbald de Kent[7].
- Le roi d'Austrasie Dagobert épouse Gomatrude à Clichy. Deux jours après, appuyé par les évêques et grands, il réclame à son père Clotaire II l’ensemble du royaume d’Austrasie, amputé en 623. Clotaire doit céder la région à l’ouest des Vosges et de l’Ardenne (Champagne et Dentelin), mais conserve l'Aquitaine et la Provence austrasienne[8].
- Concile de Reims. Il traite de questions relatives à l'aliénation des biens de l'Église, à l'esclavage et au droit d'asile des églises[9].

## Naissances en 625
- Wu Zetian, impératrice de Chine.

## Décès en 625
- 25 octobre : Boniface V, pape.
- décembre : Abdullah ibn Uthman